# Pedro José Pidal
Pedro José Pidal y Carniado, född den 25 november 1799 i Villaviciosa, Asturien, död den 28 december 1865 i Madrid, var en spansk markis, författare och politiker. Han var far till Luis och Alejandro Pidal y Mon.